# Баре (Шарант)
Баре (фр. Barret) је насељено место у Француској у региону Поату-Шарант, у департману Шарант.
По подацима из 2011. године у општини је живело 920 становника, а густина насељености је износила 41,13 становника/km².

## Демографија
| 1962. | 1968. | 1975. | 1982. | 1990. | 2011. |
| ----- | ----- | ----- | ----- | ----- | ----- |
| 747   | 750   | 810   | 862   | 951   | 920   |